# Marcelo Ferreira
Marcelo Ferreira, född den 26 september 1965 i Niterói i Brasilien, är en brasiliansk seglare.
Han tog OS-guld i starbåt i samband med de olympiska seglingstävlingarna 2004 i Aten.